# Olearia gardneri
Olearia gardneri (Engels: Gardner's tree daisy) is een plantensoort uit de composietenfamilie (Asteraceae). Het is een zeldzame kleinbladige struik. De dunne ovale bladeren groeien aan roodachtige twijgen. De kleine bloemen zijn witkleurig en groeien in kleine groepen aan de basis van de bladeren.
De soort komt voor in Nieuw-Zeeland op het Noordereiland. Hij groeit daar in restanten van mataī, tōtara en kahikatea-bossen op alluviale terrassen. Verder groeit hij ook in rivierdalen in het zuidelijke deel van het Noordereiland.